# 山中隣之助
山中 隣之助（やまなか りんのすけ、1840年8月4日（天保11年7月7日）- 1919年（大正8年）5月19日）は、日本の実業家、政治家。衆議院議員。

## 経歴
武蔵国秩父郡小鹿野町（現:埼玉県秩父郡小鹿野町）で、鍛冶屋・忠次郎の長男として生まれる。慶応元年（1865年）、江戸に出て銃砲の製作を行い、江戸幕府の銃砲御用を勤めた。戊辰戦争に当り銃器弾薬の製造を行って諸藩に供給し、巨万の富を築いた。その後、明治政府と関係を持ち、兵部省、司法省、会計局などの御用達を勤めた。第三十二国立銀行取締役、 同東京支店主任、東京毛織物取締役、紅葉館取締役、富士製紙取締役、帝国製糖取締役、東京瓦斯取締役、東洋汽船監査役、日清紡績監査役、山中銀行頭取、東京商業会議所議員などを歴任。また、日本鉄道会社理事、豊川鉄道取締役、秩父鉄道取締役、水戸鉄道取締役などを務め、鉄道建設に尽力した。
政界では、京橋区会議員、同区衛生委員、同区所得税調査委員、日本橋区・京橋区連合会議員、東京府会議員、東京市会議員、東京市区改正委員などを歴任。1890年7月、第1回衆議院議員総選挙で埼玉県第五区から出馬して当選し、議員集会所（立憲改進党）に所属して衆議院議員を一期務めた。東京市会議員として同市水道常設委員であったため、1896年（明治29年）1月、雨宮敬次郎の不正鉄管事件（日本鋳鉄疑獄）に連座し、市会議員風間信吉、同星松太郎と共に収賄容疑で収監されたが、3名は罪証不十分のため不起訴となった。その後は、実業界の活動に専念した。
その他、小学校などの建設・維持費、疫病の予防費などへ多額の寄付を行った。

## 栄典
- 1887年（明治20年）12月27日 - 銀製黄綬褒章[5]

## 親族
- 妻：クラ（倉子、船越衛妹）[6]
- 子：山中勇 - 実業家、東京山中銀行頭取[7]。
- 子：小島勇之助 - 実業家。郵趣家としても知られる[8][9]。